# 林美君
林美珍（1974年1月11日出生）是一名台湾足球运动员，曾担任中华台北国家女子足球队前锋。她是1991年国际足联女子世界杯球队的一员。在俱乐部层面，她曾效力于台湾铭传大学。 